# Sins
Sins (schweizerdeutsch: [seis]) ist eine Einwohnergemeinde im Schweizer Kanton Aargau. Sie gehört zum Bezirk Muri und liegt im Reusstal, an der Grenze zu den Kantonen Zug und Luzern. Mit über zwanzig Quadratkilometern ist Sins die flächenmässig viertgrösste Gemeinde des Kantons. Bis 1941 war Meienberg der offizielle Name der Gemeinde.

## Geographie
Die Gemeinde besteht aus mehreren Dörfern und Weilern sowie über das gesamte Gemeindegebiet verstreuten Einzelhöfen. Die Hauptsiedlung Sins, in der etwa zwei Drittel aller Einwohner leben, liegt knapp einen halben Kilometer vom westlichen Ufer der Reuss entfernt. Etwas erhöht am Osthang des Moränenhügels Totrist (495 m ü. M.) liegt eine ausgedehnte Neubausiedlung. Rund zwei Kilometer nördlich von Sins liegt an der Reuss das Dorf Reussegg (404 m ü. M.). Etwa eineinhalb Kilometer westnordwestlich befindet sich Meienberg (456 m ü. M.).
Von hier an steigt das durch zahlreiche Bachtäler unterteilte Gelände zum Kamm des Lindenbergs an. Rund zweieinhalb Kilometer von Sins entfernt liegt das Dorf Alikon (526 m ü. M.). Fast zwei Kilometer westsüdwestlich von Sins befindet sich das Dorf Aettenschwil (491 m ü. M.), auf halbem Weg nach Abtwil. Zwei Kilometer westlich davon, am Osthang des Lindenbergs, befindet sich der Weiler Holderstock (607 m ü. M.). Südlich von Aettenschwil beginnt ein über vier Kilometer langer und bis zu eineinhalb Kilometer breiter Gebietsstreifen zwischen den Gemeinden Abtwil, Dietwil und Oberrüti. Am nördlichen Ende, unmittelbar an der Grenze zu Oberrüti, liegt der Weiler Winterhalden (469 m ü. M.), nah beieinander in der Mitte das Dorf Fenkrieden (499 m ü. M.) sowie die Weiler Chrüzstross (493 m ü. M.) und Gärischwil (501 m ü. M.). Das Gelände steigt leicht an, bis zum Sulzberg (541 m ü. M.) ganz im Süden.
Die Fläche des Gemeindegebiets beträgt 2031 Hektaren, davon sind 358 Hektaren bewaldet und 213 Hektaren überbaut. Der höchste Punkt der Gemeinde befindet sich auf 750 m ü. M. auf dem Kamm des Lindenbergs, der tiefste auf 390 m ü. M. an der Reuss. Die längste Nord-Süd-Ausdehnung beträgt 8,5 Kilometer, die längste Ost-West-Ausdehnung 5,5 Kilometer. Nachbargemeinden sind Auw und Mühlau im Norden, Hünenberg im Osten, Oberrüti und Dietwil im Südosten, Inwil im Süden, Ballwil im Südwesten sowie Abtwil und Hohenrain im Westen.

## Geschichte

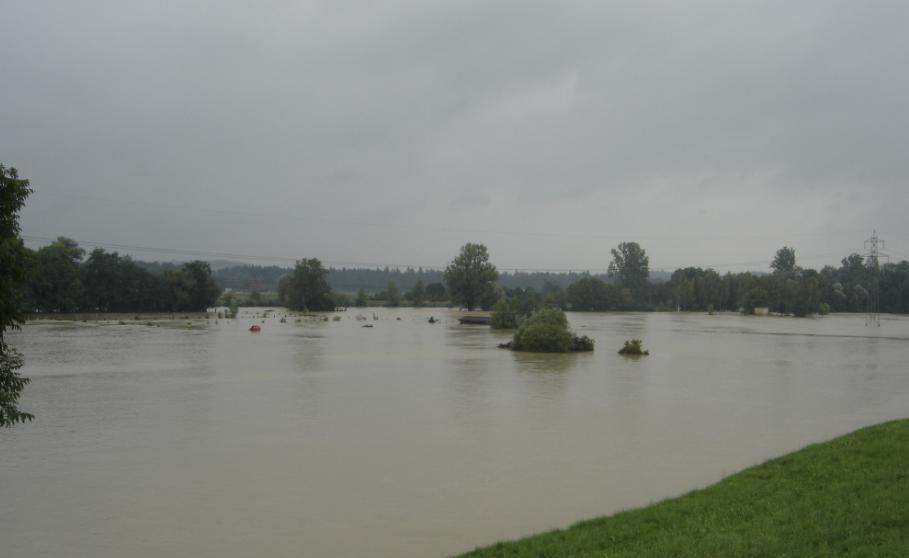
Überschwemmung Reussegg (2004)

Sins wurde erstmals 1230 urkundlich erwähnt, Alikon bereits 893 (Halahinchova), Reussegg um 1130 (Ruseca), Aettenschwil im Jahr 1179 (Agetiswilare) und Fenkrieden um 1300 (Venchrieden). Der Ortsname Sins stammt vom gallorömischen Sentias und bedeutet «bei den Wegen». Um 1230 gründeten die Habsburger das Städtchen Meienberg (Meienberch). Das befestigte Städtchen wurde 1386 während des Sempacherkriegs von den Eidgenossen geplündert und niedergebrannt. Meienberg konnte sich aufgrund der fehlenden wirtschaftlichen Basis nie mehr von diesem Schlag erholen und sank zu einem Weiler herab, blieb aber Gerichtsort. Das wirtschaftliche und politische Zentrum der Gemeinde verlagerte sich daraufhin nach Sins.

Luftbild (1945)

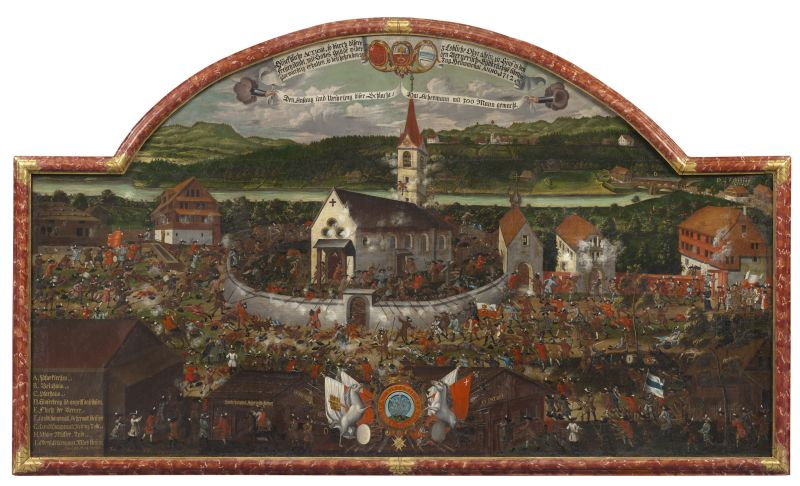
Gefecht von Sins

1415 eroberte Luzern das Amt Meienberg, musste es aber 1425 an den gemeinsamen Besitz der Eidgenossen zurückgeben. Aus den eroberten Gebieten wurden die Freien Ämter gebildet, eine Gemeine Herrschaft. Sins gehörte zusammen mit Auw, Beinwil (ohne Winterschwil), Abtwil, Oberrüti und Dietwil zum Amt Meienberg. Das Gebiet der heutigen Gemeinde (mit Ausnahme von Meienberg) gehörte im Mittelalter den Herren von Rüssegg, die im Weiler Reussegg eine stattliche Burg besassen. Im 15. Jahrhundert ging das Lehen und somit die niedere Gerichtsbarkeit an Luzerner Bürger und schliesslich an die Stadt Luzern über. Mindestens seit 1246 bestand in Sins eine Fähre über die Reuss. 1640/41 baute Zug die Reussbrücke Sins–Hünenberg.
Während des Zweiten Villmergerkriegs kam es am 20. Juli 1712 zum Gefecht von Sins rund um die Brücke und die Pfarrkirche, als die katholischen Innerschweizer die reformierten Berner vertrieben. Das Gefecht forderte rund 500 Tote, der Sieg war aber letztlich bedeutungslos, da die Innerschweizer fünf Tage später die entscheidende Zweite Schlacht von Villmergen verloren. Im März 1798 nahmen die Franzosen die Schweiz ein und riefen die Helvetische Republik aus. Sins gehörte zum Distrikt Muri im kurzlebigen Kanton Baden, seit 1803 ist es eine Gemeinde des neuen Kantons Aargau. Zuger Truppen zerstörten am 10. November 1847 im Sonderbundskrieg die Brücke zur Hälfte, um den Vormarsch von Dufours Truppen zu stoppen. Diese Massnahme erwies sich als wirkungslos, da Zug zwei Wochen später vor den liberalen Kräften kapitulierte. Eine Notbrücke wurde errichtet und der Ostteil bis 1852 wiederhergestellt.
Am 1. Dezember 1881 erhielt Sins mit der Eröffnung der letzten Etappe der Aargauischen Südbahn einen Anschluss an das Eisenbahnnetz. Im nahe gelegenen Rotkreuz gab es ein Jahr später einen direkten Anschluss an die Gotthardbahn. 1940 liess sich der erste Industriebetrieb nieder, eine Aluminiumfabrik der Lonza. Am 1. Oktober 1941 änderte die Gemeinde ihren Namen von Meienberg in Sins, um den Bedeutungszuwachs dieses Ortsteils zum Ausdruck zu bringen. Seit Beginn des 20. Jahrhunderts weist die Bevölkerungszahl ein konstantes Wachstum auf, mit Ausnahme einer Stagnationsphase in den 1950er Jahren.
Die jahrhundertealte Reussbrücke konnte den zunehmenden Verkehr nicht mehr bewältigen, zusammen mit dem anschliessenden Bahnübergang bildete sie einen Flaschenhals. Nach knapp dreijähriger Bauzeit wurde 1996 südlich davon eine neue Brücke eröffnet; die alte Brücke ist seither Fussgängern und Fahrradfahrern vorbehalten. Auch die Gemeinde Sins war von den schweren Regentagen im September 2004 betroffen. Die alte Holzbrücke kam mit leichten Schäden davon. Im kleinen Weiler Reussegg waren jedoch landwirtschaftlich genutzte Flächen an der Reuss weitgehend überschwemmt. In der angrenzenden Gemeinde Hünenberg wurden im darauf folgenden Jahr Baumassnahmen durchgeführt, um weitere Überschwemmungen auf beiden Seiten der Reuss in Zukunft zu verhindern.

## Sehenswürdigkeiten

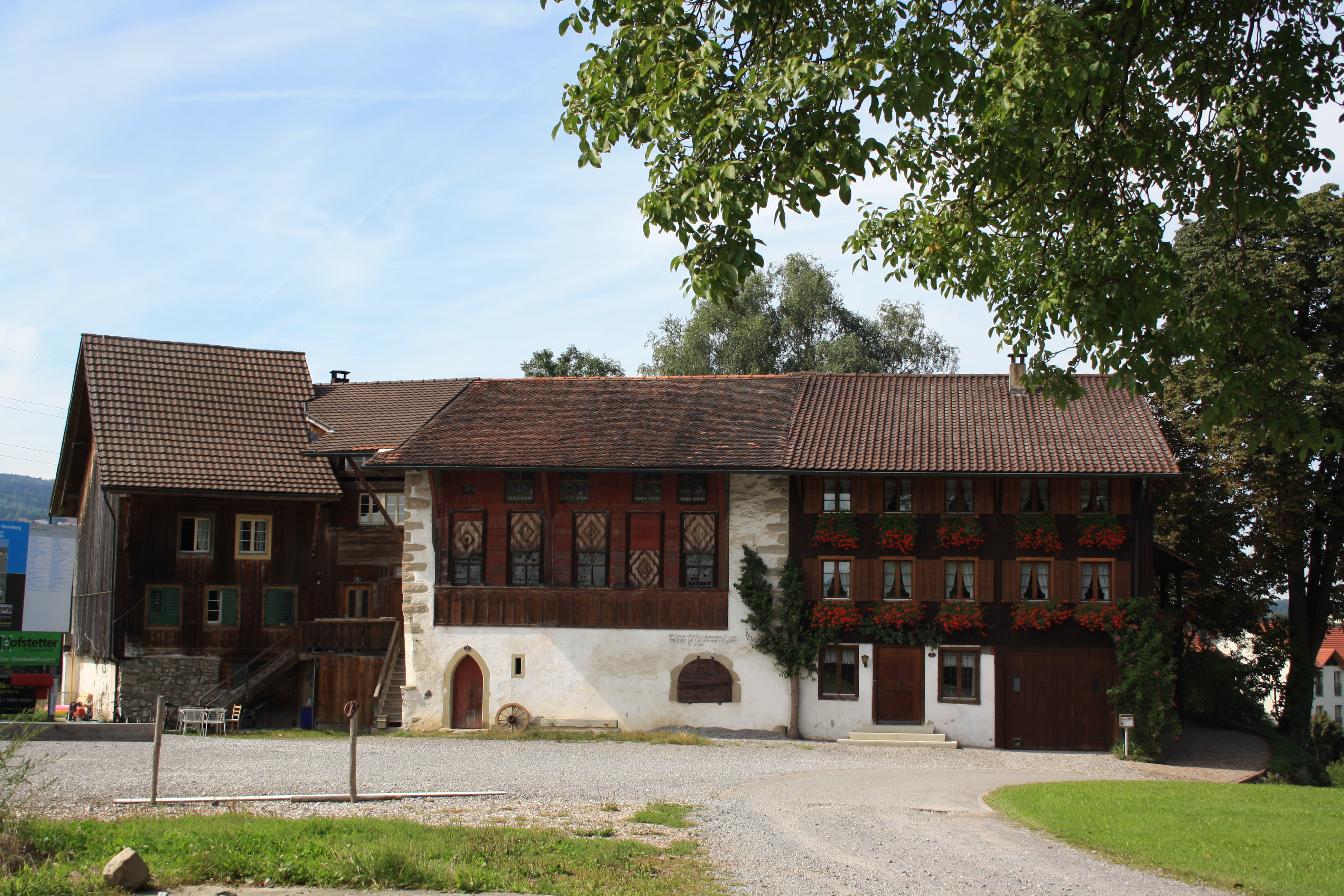
Amtshaus in Meienberg

Etwas nördlich des Dorfzentrums von Sins befindet sich auf einer erhöhten Geländestufe der frühere Kirchenbezirk. Erhalten geblieben sind die barocke Pfarrkirche Maria Geburt (erbaut zwischen 1744 und 1748) und das im Jahr 1726 errichtete Gemeindehaus, das bis 1953 als Pfarrhaus diente. Der Ort Meienberg lässt stellenweise die Herkunft als mittelalterliches befestigtes Städtchen erkennen. Er liegt auf einem halbmondförmigen Hügel und weist Überreste einer Stadtmauer und eines Grabens auf. Das aus dem Mittelalter stammende Amtshaus wurde 1575 wieder aufgebaut und erhielt 1765 sein heutiges Aussehen.
Mehrere der kleineren Dörfer der Gemeinde besitzen eine Kapelle. Es sind dies die Eligiuskapelle in Meienberg (erbaut 1553), die Verenakapelle in Aettenschwil (erbaut 1574/75), die Andreaskapelle in Holderstock (erbaut 1665), die Wendelinskapelle in Fenkrieden (erbaut 1684, vergrössert 1844), die Jost- und Antoniuskapelle in Alikon (erbaut 1756) und die Vierzehn-Nothelfer-Kapelle in Gärischwil aus der ersten Hälfte des 18. Jahrhunderts.

## Wappen
Die Blasonierung des Gemeindewappens lautet: «In Weiss auf grünem Dreiberg drei rote, gelb bebutzte Rosen mit grünen Kelchblättern, Stängeln und Blättern.» Das Wappen ist vom Banner des Amtes Meienberg abgeleitet, welches 1531 verliehen wurde. Das Wappen des Amtes Meienberg zeigte auf weissem Grund eine grüne Linde auf einem Dreiberg. Bis 1821 war ein nicht näher definierter Baum abgebildet, der dann durch drei Rosen ersetzt wurde. Es ist ein «redendes» Wappen und stellt eine «Meien» (Wiese) dar, was wiederum auf das alte Städtchen Meienberg hinweist.

## Bevölkerung
Die Einwohnerzahlen entwickelten sich wie folgt:
| Jahr      | 1803 | 1850 | 1900 | 1930 | 1950 | 1960 | 1970 | 1980 | 1990 | 2000 | 2010 | 2020 |
| Einwohner | 1136 | 1788 | 1480 | 1689 | 2160 | 2195 | 2435 | 2625 | 2956 | 3282 | 4055 | 4299 |

Am 31. Dezember 2023 lebten 4468 Menschen in Sins, der Ausländeranteil betrug 21,2 %. Bei der Volkszählung 2015 bezeichneten sich 60,3 % als römisch-katholisch und 10,9 % als reformiert; 28,8 % waren konfessionslos oder gehörten anderen Glaubensrichtungen an. 92,7 % gaben bei der Volkszählung 2000 Deutsch als ihre Hauptsprache an, 2,0 % Serbokroatisch, 1,3 % Albanisch, 0,9 % Portugiesisch, je 0,7 % Italienisch und Türkisch.

## Politik und Recht
Die Versammlung der Stimmberechtigten, die Gemeindeversammlung, übt die Legislativgewalt aus. Ausführende Behörde ist der fünfköpfige Gemeinderat. Er wird im Majorzverfahren vom Volk gewählt, seine Amtsdauer beträgt vier Jahre. Der Gemeinderat führt und repräsentiert die Gemeinde. Dazu vollzieht er die Beschlüsse der Gemeindeversammlung und die Aufgaben, die ihm vom Kanton zugeteilt wurden. Für Rechtsstreitigkeiten ist in erster Instanz das Bezirksgericht Muri zuständig. Sins gehört zum Friedensrichterkreis XIII (Muri).

## Wirtschaft
In Sins gibt es gemäss der im Jahr 2015 erhobenen Statistik der Unternehmensstruktur (STATENT) rund 2300 Arbeitsplätze, davon 12 % in der Landwirtschaft, 37 % in der Industrie und 51 % im Dienstleistungssektor. Die wichtigsten Industriezweige sind die Stahlverarbeitung und die Herstellung von Schaumstoffen. Ein bedeutendes Unternehmen mit Sitz in Sins ist 3A Composites (ehemals Airex AG). Zahlreiche Erwerbstätige arbeiten in den Agglomerationen der Städte Zug und Luzern.

## Verkehr

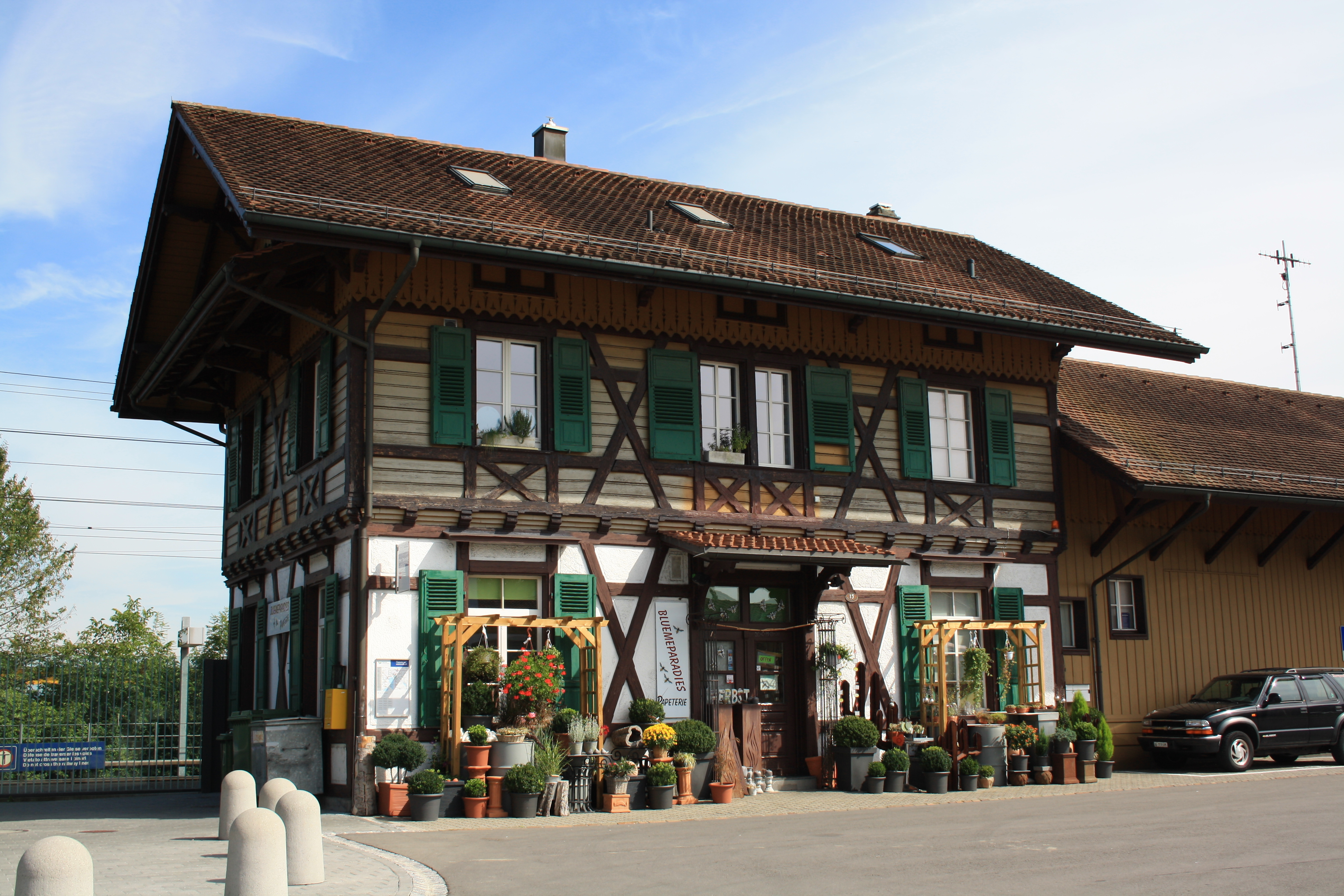
Bahnhof Sins

Sins ist der Kreuzungspunkt der Hauptstrasse 25 (Lenzburg–Zug) mit der Kantonsstrasse 296 von Bremgarten nach Luzern. Der nächste Autobahnanschluss an die A14 befindet sich zwei Kilometer östlich des Dorfkerns bei Cham, nach Passieren der Reussbrücke Sins–Hünenberg. Sins besitzt einen Bahnhof an der SBB-Linie Lenzburg–Arth-Goldau (Aargauische Südbahn). Buslinien der Zugerland Verkehrsbetriebe führen vom Bahnhof nach Gisikon-Root, Auw und Cham. An Wochenenden verkehrt ein Nachtbus von Zug über Sins und Muri nach Mühlau.

## Bildung
Die Gemeinde verfügt über sämtliche Schulstufen der obligatorischen Volksschule (Primarschule, Realschule, Sekundarschule, Bezirksschule). In Sins befinden sich vier Kindergärten und drei Schulhäuser. Darüber hinaus gibt es im Dorf Aettenschwil ein Primarschulhaus und einen Kindergarten, in Alikon gab es bis Sommer 2016 ein zusätzliches Primarschulhaus. Das nächstgelegene Gymnasium ist die Kantonsschule Wohlen.

## Persönlichkeiten
- Eugen Kuhn (1895–1970), Schriftkünstler
- Karl Kennel (1929–1998), Tierarzt und Politiker
- Maria Eugenia Küng (1805–1843), Äbtissin
- Franz Xaver Rohner (1893–1957), Lehrer, Pädagoge, Autor und Lokalhistoriker
- Marianus Rot (1597–1663), katholischer Geistlicher und Bühnenautor
- Simonetta Sommaruga (* 1960), Bundesrätin
- Peter Suter (1808–1884), Regierungsrat und Nationalrat
- Franz Xaver Suter (1802–1886), Bezirksrichter
- Beat Villiger (* 1957), Regierungsrat
- Kaspar Villiger (* 1941), Fabrikant und Alt-Bundesrat
- René Villiger (1931–2010), Grafiker und Kunstmaler